# Ėekit
L'Ėekit (in russo Эекит?; in lingua sacha: Эйэкит) è un fiume della Russia siberiana nordorientale, affluente di sinistra della Lena. Scorre nel Bulunskij ulus della Sacha (Jacuzia).

## Descrizione
L'Ėekit nasce dalla confluenza dei due rami sorgentizi Tas-Ėekit (lungo 155 km) e Buor-Ėekit (lungo 172 km) che hanno origine dalle estreme propaggini nordorientali dell'altopiano della Siberia centrale. Il fiume scorre successivamente nel bassopiano della Jacuzia centrale e sfocia nella Lena a 183 km dalla sua foce, alcune decine di chilometri a valle della cittadina di Kjusjur. La lunghezza del fiume è di 141 km, l'area del suo bacino è di 6 600 km².